# Wysokodworski Park Regionalny
Wysokodworski Park Regionalny (lit. Aukštadvario regioninis parkas) - park regionalny na Litwie, położony w Dzukii, pomiędzy Trokami a Olitą. Utworzony został w 1992 r. i obejmuje powierzchnię 15 350 ha.